# Georg Ludwig Meyn
August Ludwig Georg Meyn (19 de diciembre de 1859, Berlín - 2 de febrero de 1920, Berlín) fue un retratista y pintor de género alemán.

## Vida y obra
Comenzó sus estudios en la Academia Prusiana de las Artes de 1876 a 1882, donde su principal instructor fue el pintor de historia Otto Knille. Más tarde, viajes de estudio lo llevaron a Escandinavia, Bélgica, Italia, Francia y España. Su primera gran exposición fue en la Academia en 1886. También realizó exhibiciones exitosas en la Große Berliner Kunstausstellung en 1894 y 1897, cuando recibió una pequeña medalla de oro, y en la casa de los artistas en 1899.
Se había casado con Johanna Eins, que era maestra, en 1896. Tendrían dos hijas y un hijo.
Para el cambio de siglo, se había hecho un nombre como retratista de la alta sociedad. Siguieron más exposiciones; notablemente en 1900 en la galería de arte de Bremen, y con la Secesión de Berlín. En 1901, fue nombrado jefe de la clase de pintura de la Academia, sucediendo a Max Koner, y fue nombrado profesor en 1903, aunque continuó pintando retratos.
Al año siguiente, pudo construir una gran casa para su familia, en Neuglobsow, cerca del lago Stechlin. Sus descendientes aún son dueños de la casa; usándola como galería de arte y un lugar de encuentro comunitario. También comenzó a hacer visitas a la colonia de artistas en Ahrenshoop.

Las exposiciones continuaron, en la Exposición Universal de San Luis (1904), Bienal de Venecia (1905), donde recibió buenas críticas por un retrato de su compañero pintor, Hans Looschen, el Kunstverein in Hamburg (1906), y de nuevo en la Künstlerhaus de Viena (1909).

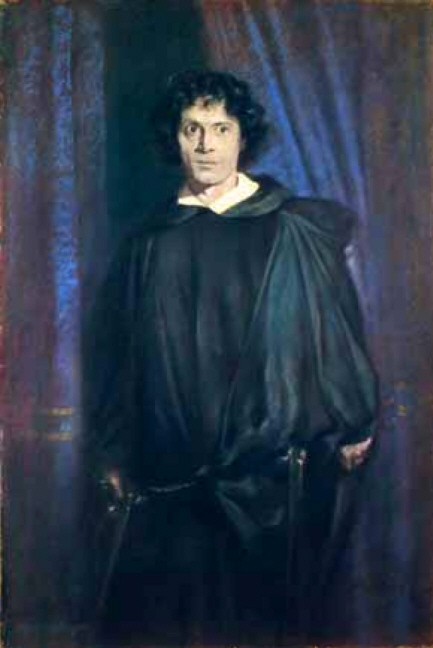
Josef Kainz como Hamlet

Entre sus alumnos se encontraban Elisabeth Schellbach, Ottilie Kaysel y Kurt Losch. Murió a los sesenta años y fue enterrado en el Südwestkirchhof Stahnsdorf.